# Colocasiomyia nepalensis
Colocasiomyia nepalensis är en tvåvingeart som beskrevs av David Grimaldi 1992. Colocasiomyia nepalensis ingår i släktet Colocasiomyia och familjen daggflugor.
Artens utbredningsområde är Nepal. Inga underarter finns listade i Catalogue of Life.